# Oslo, Minnesota
Oslo là một thành phố thuộc quận Marshall, tiểu bang Minnesota, Hoa Kỳ. Năm 2010, dân số của thành phố này là 330 người.

## Dân số
- Dân số năm 2000: 347 người.
- Dân số năm 2010: 330 người.